# Eyes Wide Shut
Eyes Wide Shut è un film del 1999 prodotto e diretto da Stanley Kubrick, qui al suo ultimo lavoro come regista prima della sua morte sopraggiunta lo stesso anno, e l'ultimo per la coppia Nicole Kidman-Tom Cruise.
Tratto liberamente dal romanzo Doppio sogno di Arthur Schnitzler, il film uscì postumo negli Stati Uniti d'America il 16 luglio 1999 e fu presentato in anteprima europea alla 56ª Mostra di Venezia (della quale fu il film d'apertura) il 1º settembre 1999.
Eyes Wide Shut, letteralmente “occhi ‘spalancatamente’ (o 'ampiamente') chiusi” è un ossimoro e antinomo di eyes wide open, ovvero ‘occhi spalancati’, ‘occhi ben aperti’.
Ciò da un lato potrebbe fare riferimento ad una persona poco avveduta e non in grado di riconoscere l'evidenza, per delle idee preconcette. Da un altro lato può intendersi la sessualità dei protagonisti, complessati dalle proprie fantasie. Un'ulteriore congettura può indicare l'industria del cinema governato da regie occulte, o più semplicemente il distacco di una famiglia benestante da ben altri potentati.

## Trama
Il dottor William "Bill" Harford e sua moglie Alice, coppia benestante newyorchese, partecipano a una festa pre-natalizia di Victor Ziegler, loro amico facoltoso. I due declinano le avance rispettivamente di due ragazze e di un maturo ungherese, ma la donna vede allontanarsi il consorte in quanto convocato in segreto dal padrone di casa per soccorrere una giovane escort colpita da overdose, riuscendo a salvare l'infortunata e la reputazione dell'ospite.
La sera seguente, fumando della marijuana, Alice e Bill discutono della sera precedente, conversazione che assume via via un tono aspro. Bill nega la propria gelosia proclamando la fedeltà di lei ma la donna in momento di rabbia gli rivela di essere stata colpita dall'avvenenza di un ufficiale di Marina scorto durante una loro vacanza, abbandonandosi in seguito a delle fantasie scabrose che includevano la fuga. Scosso dalla rivelazione, Bill riceve d'un tratto una telefonata dalla famiglia di un suo assistito appena deceduto e si reca alla loro casa, dove si intrattiene con la figlia del defunto subendo un improvviso tentativo di seduzione.
Congedatosi, Bill vaga per Greenwich Village e viene avvicinato e invitato da una giovane prostituta, ma viene raggiunto da una telefonata di Alice e decide così di desistere pur pagando la ragazza. Continuando il girovagare notturno scopre che Nick, un suo amico pianista già visto al party di Ziegler, si esibisce in un locale; chiacchierando con lui apprende di un successivo incontro in una sontuosa residenza fuori città, dove deve suonare con gli occhi bendati a un evento esclusivo in maschera, con la presenza di bellissime donne. Irretito dalla curiosità, Bill riesce a carpire delle informazioni, procurarsi il costume e recarvisi in taxi.
Nel posto si svolge una singolare cerimonia di quella che appare come una società segreta ed esclusiva con tanto di officiante e baccanti nude, cui segue un convitto orgiastico. Una delle donne tenta di avvertirlo della situazione di pericolo ma viene convocato al cospetto dei convitati, interrogato e costretto a togliersi la maschera. Seguono minacce terribili di ritorsione per tale intrusione ma la donna si offre di riscattare la punizione purché lui sia lasciato libero. Il cerimoniere acconsente con l'ordine di non fare menzione a nessuno di quanto ha visto.
Tornato a casa spaventato, trova Alice ridere nel sonno, riso che si tramuta in pianto. Una volta destata gli narra come abbia sognato di avere rapporti con il militare e di ridere all'idea del marito presente, sogno che presto si tramutava in incubo riportando di essere posseduta da molti uomini, quasi una riproposizione della scena del convitto. 
Bill inizia ad indagare, apprendendo della partenza improvvisa e forzata del suo amico, per poi recarsi all'ingresso della residenza e ricevere un invito scritto e perentorio a desistere.
La sera egli nota di essere pedinato da una figura misteriosa. Fermatosi in una sala da the, apprende da un giornale della morte per overdose di una modella, la cui identità è confermata dalla salma nell'obitorio di un ospedale, ovvero la ragazza che egli aveva soccorso in casa di Ziegler. Questi lo raggiunge telefonicamente invitandolo a un colloquio.
Tra il fraterno e il paternale, l'uomo spiega a Bill del suo tentativo maldestro di introdursi nel convitto e di una messinscena per spaventarlo e allontanarlo, rassicurandolo di Nick e della donna offertasi di riscattare una punizione inesistente, negando un nesso tra l'incidente e la morte della modella escort. Più assecondato che esaudito, non resta a Bill che accettarne la versione.
Tornando a casa, Bill trova la maschera noleggiata rinvenuta da Alice, sicché triste decide di confessarle l'accaduto. La moglie, ripresasi, ritiene che il loro amore sia stato salvato dalla disavventura, suggerendogli in alternativa di vivere intensamente la propria vita sessuale.

## Produzione

### Preproduzione
"C'è inoltre un romanzo di Arthur Schnitzler, Doppio sogno, che vorrei fare ma su cui non ho ancora cominciato a lavorare". Così dichiarava Stanley Kubrick a Michel Ciment nel corso di un'intervista all'epoca dell'uscita di Arancia meccanica. Il testo di Schnitzler, scoperto agli inizi degli anni cinquanta, l'aveva profondamente affascinato ("Esplora l'ambivalenza sessuale di un matrimonio felice e cerca di equiparare l'importanza dei sogni e degli ipotetici rapporti sessuali con la realtà"), al punto di decidere di trasformarlo, dopo 2001: Odissea nello spazio, nel suo successivo progetto cinematografico. Dieci anni prima, il citato romanzo di Schnitzler, ispirò il film assai meno noto diretto da Mario Bianchi, Ad un passo dall'aurora, del 1989 di produzione italiana.
Nell'aprile del 1971 un comunicato della Warner Bros. (la casa di produzione con la quale Kubrick avrebbe realizzato tutti i suoi film a partire da Arancia meccanica), dichiarava che il nuovo film del regista sarebbe stato, appunto, Traumnovelle (titolo originale dell'opera di Schnitzler).
Distolto dal progetto dall'intenzione di portare sullo schermo il romanzo di Anthony Burgess (mentre nel frattempo pensava di realizzare, e accantonava il monumentale film su Napoleone Bonaparte) Kubrick avrebbe tenuto in serbo il testo schnitzleriano fino al 1994, quando decideva di contattare lo scrittore Frederic Raphael, già collaboratore di Stanley Donen e John Schlesinger, per trarne una sceneggiatura.
Il clamore e la curiosità morbosa intorno al progetto del regista, di nuovo al lavoro nove anni dopo Full Metal Jacket (le riprese di Eyes Wide Shut iniziano il 4 novembre del 1996 e si concludono il 3 febbraio 1998), il fatto di avere scelto come protagonisti due star come Tom Cruise e Nicole Kidman, ai tempi sposati anche nella realtà (si sarebbero separati a breve, restando questo film l'apice della carriera in coppia), nonché la sua morte improvvisa meno di una settimana dopo averne completato il montaggio, hanno fatto del suo ultimo film, prima ancora di essere visto, uno dei più chiacchierati e attesi della storia del cinema.

### Riprese
Rifiutando le trasferte in aereo, il regista ha preferito girare l'intero film nei pressi di Londra, in una fedele ricostruzione della scena newyorchese, tra gli studi di Pinewood Studios e di Borehamwood. In un'intervista, Tom Cruise parlava di un set fin troppo pulito, mancando della sporcizia e dei numerosi sacchi della spazzatura della vera New York. Da notare una cassetta della posta ricorrente in diverse scene e recante lo stesso graffito.
Sebbene fossero previsti due mesi, le riprese ne durarono quindici, due settimane solo per la scena dell'acquisto e la lettura del giornale.

### Cast
Sky du Mont, nel ruolo del maturo corteggiatore ungherese di Alice, è un caratterista tedesco interprete di diversi film (I ragazzi venuti dal Brasile) e di alcuni episodi della serie poliziesca L'ispettore Derrick.
Nella sequenza dell'orgia, il cerimoniere mascherato è interpretato da Leon Vitali, collaboratore abituale di Kubrick e già interprete di Lord Bullingdon in Barry Lyndon. Un altro collaboratore del regista, Emilio D'Alessandro, appare fuggevolmente e non accreditato, come l'edicolante di giornali.
Originariamente la scena del genitore defunto era interpretata da Jennifer Jason Leigh, ma Kubrick, insoddisfatto del girato, decise di convocarla nuovamente, ingaggio che l'attrice dovette declinare in quanto impegnata sul set di eXistenZ di David Cronenberg, dovendo così il regista optare per girarla daccapo con Marie Richardson.
La parte di Victor Ziegler, l'amico faccendiere di Bill, era stata inizialmente assegnata a Harvey Keitel, che però abbandonò a circa metà delle riprese a causa dell'esasperante lentezza certosina di Kubrick e, a detta dello stesso Keitel in una successiva intervista, di un comportamento irrispettoso del regista nei suoi confronti.
Stando alla dichiarazione della vedova del regista Christiane, si era preso in considerazione Woody Allen, per quindi optare per Sydney Pollack.
Leon Vitali, alla ricerca di una voce calda e sensuale per il doppiaggio di Abigail Good nella scena orgiastica, scelse Cate Blanchett su indicazione di Tom Cruise e Nicole Kidman.
Todd Field, interprete di Nick Nightingale, è musicista anche nella vita reale.
Il cast ha incluso ben sette registi: Sydney Pollack, Todd Field, Thomas Gibson, Rade Serbedzija, Alan Cumming, Brian W. Cook e lo stesso Tom Cruise.
È opinione diffusa di un cameo di Kubrick quale un avventore del piano bar, trattandosi invero di una comparsa somigliante, con divertimento dello staff e di quanti avrebbero previsto tale equivoco.

### Dettagli
Curatissimi sono i particolari in cui si notano innumerevoli allusioni e citazioni che caricano il film di variegate connessioni. 
- La parola d'ordine "Fidelio" (dalla radice latina "fidelis", che significa "fedele") è il titolo dell'unica opera lirica di Ludwig van Beethoven. Nell'opera del compositore tedesco, Fidelio è una donna che si traveste da uomo per salvare suo marito.
- La maschera che Bill Harford indossa insieme al suo costume pare modellata sul volto di Ryan O'Neal, interprete del protagonista di Barry Lyndon, film del 1975 diretto dallo stesso Kubrick. Fu prodotta nell'atelier Veneziano "Kartaruga" cosi come altre maschere presenti nel set. La maschera, proposta inizialmente a Tom Cruise, non gli calzava perfettamente in volto perché il calco originale fu fatto su un volto femminile (parrebbe la moglie dello stesso maestro dell'atelier) cui conservò alcuni tratti di donna ma modificandone poi il resto dando un senso androgino alla maschera stessa. Dalla documentazione si evince che Kubrick convinse Tom ad indossare ugualmente la maschera senza doverne rifare delle altre.
- Secondo Frederic Raphael, il cognome Harford del protagonista è stato preso da un dibattito incentrato sulla sua nazionalità, sostenendo che Bill dovesse essere ebreo come il protagonista della Traumnovelle, ma Kubrick riteneva che Bill e Alice dovessero essere non ebrei, indicando nel cognome un'assonanza con l'attore Harrison Ford, il quale a sua volta era stato pensato quale interprete principale, così come Johnny Depp.
- Il "Caffè Da Emilio" prende il nome dall'assistente di Stanley Kubrick, Emilio D'Alessandro, il quale fa anche un cameo come edicolante.
- Accanto al Sonata Jazz club è presente un caffè chiamato "Gillespie's", dal nome del famoso musicista jazz Dizzy Gillespie.

### Il tema dell'arcobaleno
Alla festa pre-natalizia di Victor, Bill Harford viene adescato da due ragazze alle quali chiede dove lo stiano portando: la risposta è sibillina: "Dove finisce l'arcobaleno: non vuoi andare dove finisce l'arcobaleno?". Più tardi, Bill noleggia un costume e una maschera presso un negozio la cui insegna è "Rainbow Fashions", e il proprietario conduce Bill proprio sotto di essa, poiché la bottega è su due piani e quel genere di costumi è conservato in uno scantinato.
Il tema dell'arcobaleno è centrale nel film: luci colorate e alberi di Natale si rincorrono nelle sequenze in cui si vede la società per come vuole farsi vedere (c'è chi ostenta ricchezza e chi si accontenta di lavorare onestamente, per esempio, ma anche chi non ha paura di mostrarsi come prostituta); quando tale cromatismo viene meno, ci troviamo in circostanze tenute nascoste ai più, una sorta di universo parallelo a cui solo in pochi hanno accesso. Si può dedurre quindi che le ragazze che adescano Bill siano pronte a integrarlo alla festa orgiastica, in cui peraltro presenziano anche due persone presenti alla festa di Victor: Mandy e lo stesso padrone di casa.

## Colonna sonora
La colonna sonora del film è stata pubblicata nel 1999 su formato CD dalle etichette discografiche Reprise Records e Warner Bros. Records.

### Tracce
1. Musica ricercata n.2 (musica: György Ligeti)
2. Valzer n.2 da Suite per orchestra di varietà (musica: Dmitrij Šostakovič)
3. Chris Isaak – Baby Did a Bad Bad Thing (Chris Isaak)
4. Victor Silvester Orchestra – When I Fall in Love (testo: Edward Heyman – musica: Victor Young)
5. Oscar Peterson – I Got It Bad (and That Ain't Good) (testo: Paul Francis Webster – musica: Duke Ellington)
6. Naval Officer (musica: Jocelyn Pook)
7. The Dream (musica: Jocelyn Pook)
8. Masked Ball (musica: Jocelyn Pook)
9. Migrations (musica: Jocelyn Pook)
10. Roy Gerson – If I Had You (musica: Roy Gerson)
11. Peter Huges Orchestra – Strangers in the Night (testo: Charles Singleton e Eddie Snyder – musica: Bert Kaempfert)
12. Brad Mehldau – Blame It On My Youth (testo: Edward Heyman – musica: Oscar Levant)
13. Nauges Gris (musica: Franz Liszt)
14. Musica ricercata n.2 (ripresa) (musica: György Ligeti)

### Masked Ball
Il brano Masked Ball, presente come commento alla scena preparatoria dell'orgia, deriva da un riarrangiamento di una precedente composizione di Jocelyn Pook, chiamata Backwards Priests, contenuta nell'album Deluge distribuito in Gran Bretagna dalla Virgin Records nel 1997. Lo stesso brano, scritto dopo che la coreografa Yolande Snaith ha provato la scena dell'orgia durante il ballo in maschera, presenta una liturgia ortodossa rumena registrata in una chiesa a Baia Mare, suonata al contrario come traccia di riferimento. All'uscita del film alcuni ipotizzavano che il brano utilizzasse frammenti di una messa in latino (probabilmente gregoriana), riprodotta al contrario. In realtà, le parole cantate appartengono a un canto o più propriamente canone, detto anaphora, che sarebbe l'ultima parte della messa bizantina ortodossa recitato da due sacerdoti rumeni. Pook ha dichiarato in un'intervista che capovolgendo l'ordine delle parole recitate avrebbe dato loro un "sapore diabolico". Kubrick ha enfatizzato questo facendo camminare l'attore in tunica rossa in senso antiorario all'interno del cerchio di donne.

## Distribuzione

### Edizione italiana
Come da storica consuetudine dei film di Stanley Kubrick, i testi scritti come lettere o giornali erano tradotti nella lingua della rispettiva versione, come avvenne per esempio per il delirante dattiloscritto in Shining. Per la versione italiana Kubrick si avvaleva degli amici e stretti collaboratori Riccardo Aragno e Mario Maldesi. Nelle edizioni home video, il cognato Jan Harlan ha fatto eliminare tutte le parti tradotte e l'accreditamento dei loro nomi.
Rade Šerbedžija, nel ruolo del negoziante di costumi, doppia sé stesso nella versione italiana e in quella francese.

### Home video
La successiva edizione in blu-ray (2008), anziché rispettare il formato voluto da Kubrick per l'home-video (cioè il 4:3), è stata tagliata in formato 16:9, avvicinandosi così al formato originale di sala (ovvero 1,85:1). Infatti, sebbene il regista avesse girato il film per il formato widescreen, marcò l'obiettivo di ripresa in modo tale da lasciare abbastanza "zona sicura" sopra e sotto l'inquadratura, ottenendo così direttamente il formato 4:3 necessario al mercato home-video dell'epoca (i televisori widescreen non erano ancora molto diffusi); al contempo, in sala cinematografica veniva utilizzato un soft matte per ritagliare l'immagine al formato widescreen.
Per rispettare la volontà di Kubrick, la versione blu-ray avrebbe dovuto essere rimasterizzata in formato 1440×1080 (con due bande nere laterali, a destra e a sinistra) anziché in 1920×1080.
In Italia sono state commercializzate tre differenti versioni in DVD; una prima nel 2000 e una seconda nel 2001, entrambe in formato 4:3, e una terza del 2007 contenente due DVD. Quest'ultima versione adotta un formato di masterizzazione errato: anamorfico 16:9 che dunque presenta il fotogramma dell'inquadratura monco di una parte superiore e soprattutto inferiore, proprio come la versione in blu-ray.

### Censura
La scena dell'orgia, nella versione per il mercato americano, è stata censurata elettronicamente nei punti più scabrosi, per esempio apponendo dell'indumento intimo alle due baccanti altrimenti totalmente nude e coprendo degli individui in copula con delle sagome di persone spettatrici. In Italia il film è vietato ai minori di 14 anni.

## Accoglienza

### Incassi
Nel novembre del 1999 la Warner Bros. dichiarò pubblicamente che, con un guadagno globale di 155 655 000 $, Eyes Wide Shut si assestava come il maggiore successo commerciale di Kubrick.

### Critica
Nel giudizio del critico Enrico Ghezzi, (è) il film più lavorato e complesso che sia dato di vedere, un film che richiede espressamente un "di più" di uno sguardo attento.

## Riconoscimenti
- 2000 - Golden Globe
  - Nomination Miglior colonna sonora originale a Jocelyn Pook
- 1999 - Chicago Film Critics Association Award
  - Nomination Miglior regia a Stanley Kubrick
  - Nomination Miglior fotografia a Larry Smith
  - Nomination Miglior colonna sonora originale a Jocelyn Pook
- 2000 - Premio César
  - Nomination Miglior film straniero a Stanley Kubrick
- 2000 - Empire Awards
  - Nomination Miglior attrice protagonista a Nicole Kidman
- 1999 - Satellite Award
  - Nomination Migliore attrice in un film drammatico a Nicole Kidman
  - Nomination Miglior fotografia a Larry Smith
  - Nomination Miglior suono a Paul Conway e Edward Tise
- 2000 - Blockbuster Entertainment Awards
  - Miglior attrice in un film drammatico/romantico a Nicole Kidman
  - Nomination Miglior attore in un film drammatico/romantico a Tom Cruise
  - Nomination Miglior attore non protagonista in un film drammatico/romantico a Sydney Pollack
- 2000 - Csapnivaló Awards
  - Miglior film artistico
- 1999 - Festival di Venezia
  - Premio Bastone Bianco a Stanley Kubrick
- 2000 - Premio Bodil
  - Nomination Miglior film statunitense
- 2000 - Cinema Brazil Grand Prize
  - Nomination Miglior film straniero a Stanley Kubrick
- 2000 - Costume Designers Guild Awards
  - Nomination Migliori costumi a Marit Allen
- 2000 - French Syndicate of Cinema Critics
  - Miglior film straniero a Stanley Kubrick
- 2000 - Online Film & Television Association
  - Nomination Miglior regia a Stanley Kubrick
  - Nomination Miglior attrice protagonista a Nicole Kidman
  - Nomination Miglior sceneggiatura non originale a Stanley Kubrick e Frederic Raphael
  - Nomination Miglior canzone (Baby Did a Bad Bad Thing) a Chris Isaak
  - Nomination Miglior fotografia a Michael Polish
  - Nomination Miglior scenografia a Leslie Tomkins, Roy Walker, John Fenner, Kevin Phipps e Marit Allen
  - Nomination Miglior momento cinematico (L'orgia: dalla Purificazione al Sesso)
- 2000 - Online Film Critics Society Awards
  - Nomination Miglior regia a Stanley Kubrick
  - Nomination Miglior fotografia a Larry Smith
  - Nomination Miglior colonna sonora originale a Jocelyn Pook

## Commenti dei protagonisti
Kubrick era dell'opinione che Eyes Wide Shut potesse essere la sua opera migliore. Inoltre, intervistato dal critico cinematografico Roger Ebert, il regista americano Martin Scorsese ha dichiarato di ritenere Eyes Wide Shut il quarto miglior film degli anni '90.
Questa è stata una delle esperienze personali preferite di Nicole Kidman nel prendere parte a un film: l'attrice, infatti, ha dichiarato che lavorare con Stanley Kubrick fosse stato come "frequentare una scuola di cinema". Al contrario, Tom Cruise ha spesso sottolineato come non gli piacesse particolarmente il fatto di dover interpretare il Dr. Harford, ma aggiungendo altresì che "mi sarei pentito senza alcun dubbio se non l'avessi fatto". Lo stress delle lunghe riprese fece venire un'ulcera a Tom Cruise, il quale tuttavia era così determinato a non lasciare che essa potesse interferire con le riprese medesime che non lo disse a Kubrick.